# العلاقات الصومالية السورينامية
العلاقات الصومالية السورينامية هي العلاقات الثنائية التي تجمع بين الصومال وسورينام.

## مقارنة بين البلدين
هذه مقارنة عامة ومرجعية للدولتين:
| وجه المقارنة                                              | الصومال                        | سورينام                        |
| --------------------------------------------------------- | ------------------------------ | ------------------------------ |
| المساحة (كم2)                                             | 637.66 ألف                     | 163.27 ألف                     |
| عدد السكان (نسمة)                                         | 14.74 مليون                    | 563.40 ألف                     |
| الكثافة السكانية (ن./كم²)                                 | 23.12                          | 3.45                           |
| العاصمة                                                   | مقديشو                         | باراماريبو                     |
| اللغة الرسمية                                             | اللغة الصومالية، اللغة العربية | اللغة الهولندية                |
| العملة                                                    | شلن صومالي                     | دولار سورينامي، غيلدر سورينامي |
| الناتج المحلي الإجمالي (بليون دولار)                      | 7.37 مليار                     | 3.32 مليار                     |
| الناتج المحلي الإجمالي (تعادل القوة الشرائية) بليون دولار |                                | 9.07 مليار                     |
| الناتج المحلي الإجمالي الاسمي للفرد دولار أمريكي          | 549                            | 9.48 ألف                       |
| الناتج المحلي الإجمالي للفرد دولار أمريكي                 |                                | 16.64 ألف                      |
| مؤشر التنمية البشرية                                      |                                | 0.714                          |
| رمز المكالمات الدولي                                      | +252                           | +597                           |
| رمز الإنترنت                                              | .so                            | .sr                            |
| المنطقة الزمنية                                           | ت ع م+03:00                    | 00                             |

## منظمات دولية مشتركة
يشترك البلدان في عضوية مجموعة من المنظمات الدولية، منها:
| علم المنظمة | اسم المنظمة                                 | تاريخ انضمام الصومال | تاريخ انضمام سورينام |
| ----------- | ------------------------------------------- | -------------------- | -------------------- |
|             | يونسكو                                      | 15 نوفمبر 1960       | 16 يوليو 1976        |
|             | الأمم المتحدة                               | 20 سبتمبر 1960       | 4 ديسمبر 1975        |
|             | مجموعة دول أفريقيا والكاريبي والمحيط الهادئ | ?                    | ?                    |
|             | الاتحاد البريدي العالمي                     | ?                    | ?                    |
|             | البنك الدولي للإنشاء والتعمير               | 31 أغسطس 1962        | 27 يونيو 1978        |
|             | منظمة التعاون الإسلامي                      | ?                    | ?                    |
|             | منظمة حظر الأسلحة الكيميائية                | ?                    | ?                    |
|             | الاتحاد الدولي للاتصالات                    | 28 سبتمبر 1962       | 15 يوليو 1976        |
|             | مؤسسة التمويل الدولية                       | 31 أغسطس 1962        | 1 سبتمبر 2011        |
|             | منظمة الشرطة الجنائية الدولية               | ?                    | ?                    |

## وصلات خارجية
- موقع وزارة الخارجية الصومالية
- موقع وزارة الخارجية السورينامية